# Леднёв, Иван Иванович
Иван Иванович Леднёв (29 августа 1897 года, с. Нелядино, ныне Шатковский район, Нижегородская область — 7 апреля 1958 года, Симферополь) — советский военный деятель, Генерал-лейтенант (1953 год).

## Начальная биография
Иван Иванович Леднёв родился 29 августа 1897 года в селе Нелядино ныне Шатковского района Нижегородской области.

## Военная служба

### Гражданская война
В 1919 году был призван в ряды РККА и направлен красноармейцем в караульную роту артиллерийского склада, дислоцированного в Нижнем Новгороде (Приволжский военный округ), одновременно учился на Нижегородских пехотных курсах, после окончания которых в марте 1920 года был направлен на учёбу в Военно-педагогический институт.

### Межвоенное время
После окончания института в 1921 году был назначен на должность преподавателя 82-х пехотных курсов, в сентябре 1922 года — на должность помощника начальника оперативно-строевого отделения и помощник начальника штаба ЧОН Подольской и Черниговской губерний, а в августе 1924 года — на должность начальника разведки и помощника начальника оперативной части штаба 45-й стрелковой дивизии (Украинский военный округ).
После окончания Военной академии имени М. В. Фрунзе в 1930 году был назначен на должность начальника 1-й части штаба 45-й стрелковой дивизии. В декабре того же года был направлен на учёбу на курсы усовершенствования командного состава ВОСО, после окончания которых в июле 1932 года был назначен на должность начальника учебной части факультета Военно-транспортной академии РККА.
После окончания Академии Генштаба РККА в 1939 году был назначен на должность начальника оперативного отдела штаба 2-го стрелкового корпуса, в сентябре 1940 года — на должность заместителя начальника штаба 22-го стрелкового корпуса (Прибалтийский военный округ), дислоцированного в Таллине, а 3 июня 1941 года — на должность начальника штаба этого корпуса, который был сформирован на базе бывшей Эстонской народной армии.

### Великая Отечественная война
22 июня 1941 года корпус был выведен из лагерей в районе Петсери в пункты постоянной дислокации Таллин, Пярну, Вильянди, Тарту, где проводил мобилизацию личного состава и приведение его в полную боевую готовность. 8 июля корпус был передислоцирован в район Порхова, где принимал участие в ходе оборонительных боевых действий в Псковско-Островском укреплённом районе, а также во контрударах под Сольцами и Старой Руссой. 18 июля в бою в 2,5 км западнее Дно полковник Леднёв организовал оборону от разведывательной группы противника на штаб корпуса. В период с 22 по 31 августа исполнял должность командира корпуса. В октябре был назначен на должность начальника оперативного отдела штаба 27-й армии, которая в декабре была преобразована в 4-ю ударную.
Был отдан под суд по личному приказу начальника штаба Северо-Западного фронта Н. Ф. Ватутина за то, что не знал ситуации в полосе армии (немцы прорвали оборону одной из дивизий, когда Ледневу было разрешено покинуть штаб для отдыха, и звонок Ватутина застал его ещё спящим). Ватутин требовал расстрела Леднева, от чего его спас начальник штаба армии генерал-майор В. В. Курасов, доложивший о случившимся в Москву, но на предании суду Ватутин всё-таки настоял.
30 января 1942 года Леднёв был осуждён Военным трибуналом Калининского фронта по ст. 193-2 п. 11 УК РСФСР к 10 годам ИТЛ с отсрочкой исполнения наказания до окончания военных действий, а 1 февраля разжалован до красноармейца и направлен в 49-й гвардейский стрелковый полк (16-я гвардейская стрелковая дивизия. В марте того же года был назначен на должность начальника штаба этого же полка. 30 апреля судимость была снята и приказом НКО от 14 мая 1942 года Иван Иванович Леднёв восстановлен в воинском звании полковника.
В мае того же года был назначен на должность начальника штаба 16-й гвардейской стрелковой дивизии, после чего принимал участие в боевых действиях в ходе Ржевско-Вяземской, Орловской, Брянской и Городокской наступательных операций.
В декабре 1943 года был назначен на должность начальника оперативного отдела штаба 11-й гвардейской армии, после чего принимал участие в боевых действиях в ходе Белорусской, Гумбиннен-Гольдапской и Восточно-Прусской наступательных операций. С 24 апреля по 10 мая 1945 года временно исполнял должность начальника штаба армии.

### Послевоенная карьера
После окончания войны находился на прежней должности.
В сентябре 1945 года был назначен на должность начальника Оперативного управления штаба Особого военного округа, в апреле 1947 года — на должность начальника штаба — 1-го заместителя командующего 11-й гвардейской армией в Прибалтийском военном округе, а в декабре 1951 года — на должность начальника штаба — 1-го заместителя командующего войсками Таврического военного округа.
Генерал-лейтенант Иван Иванович Леднёв в октябре 1955 года вышел в отставку. Умер 7 апреля 1958 года в Симферополе.

## Награды
- Орден Ленина (21.02.1945)[2];
- Четыре ордена Красного Знамени (30.01.1943, 03.01.1944, 03.11.1944[2], 15.11.1950[2]);
- Орден Кутузова 1 степени (05.05.1945);
- Орден Суворова 2 степени  19.04.1945);
- Орден Кутузова 2 степени (04.07.1944);
- Орден Отечественной войны 1 степени (23.09.1943);
- Медали.